# کوه خرکش
کوه خرکش یک کوه در رشته‌کوه هندوکش است که در ولایت بغلان واقع شده است.